# Reforma do Conselho de Segurança das Nações Unidas

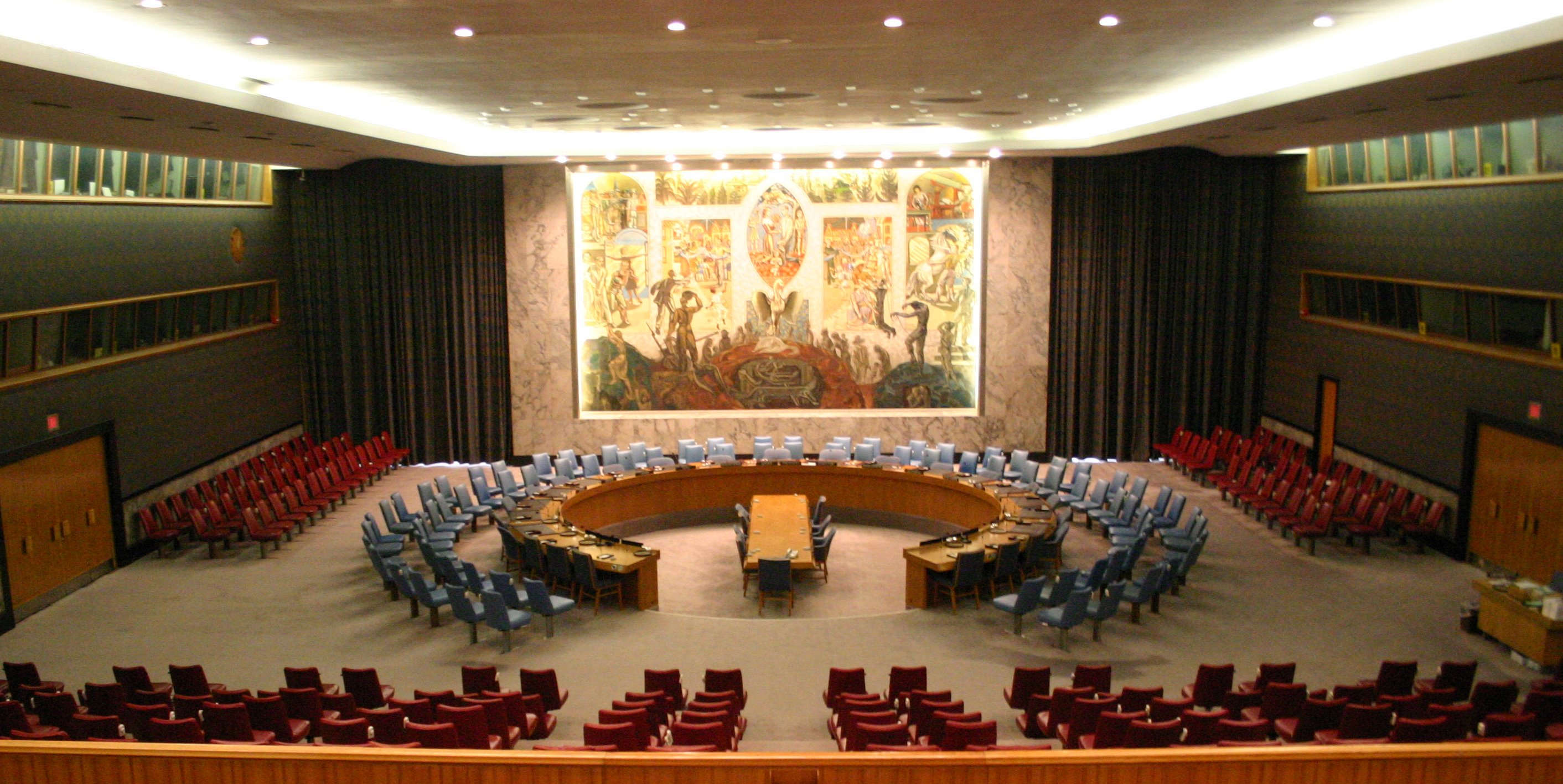
Plenário do Conselho de Segurança das Nações Unidas.

A Reforma do Conselho de Segurança das Nações Unidas engloba cinco questões principais: categorias de membresia; a questão do poder de veto detido pelos cinco membros-permanentes; representação regional; alargamento do número de Estados-membros e sua relação com a Assembleia Geral. Estados-membros, grupos regionais e outras entidades internacionais desenvolvem diversas propostas e assumem distintas posições sobre como se daria a reforma na estrutura da organização.
Qualquer reforma na estrutura do Conselho de Segurança requer a aprovação de, pelo menos, dois-terços dos Estados-membros das Nações Unidas e de todos os Estados-membros desta organização em voto unânime e a organização ficou assim mesmo durante 10 anos.

## Expansão da membresia

### Plano de Kofi Annan
Em 21 de março de 2005, o então Secretário-geral Kofi Annan conclamou as Nações Unidas a encontrarem um consenso sobre a expansão do Conselho de Segurança para 24 membros, num plano referido como "Em Maior Liberade" ("In Larger Freedom"). Annan sugeriu duas alternativas, porém sem especificar qual das duas ele mesmo elegeria.
As duas propostas mencionadas por Annan ficaram conhecidas como Plano A e Plano B:
- O Plano A defende a criação de seis novos membros permanentes e três novos membros não-permanentes, totalizando 24 membros no Conselho.
- O Plano B defende a criação de oito novos membros em uma nova classe de membresia, com mandato de quatro anos e sujeitos à renovação, totalizando 24 membros no Conselho.

Em ambos os casos, Annan buscou acelerar o processo, afirmando que "este assunto importante já havia sido discutido durante muito tempo". O Secretário-geral também afirmou que esperava uma escolha unânime dos Estados-membros da organização.

### União pelo Consenso
Em 26 de julho de 2005, cinco Estados-membros das Nações Unidas (Itália, Argentina, Canadá, Colômbia e Paquistão), representando um grupo de outras várias nações, propuseram à Assembleia Geral outro projeto. O projeto defendia a continuidade dos cinco membros permanentes e a ampliação do número de membros não-permanentes para 20. A República Popular da China foi um dos defensores desta medida.
Em maio de 2011, 120 Estados-membros das Nações Unidas participaram da cimeira do União pelo Consenso na cidade de Roma.

## Propostas de novos Membros-permanentes

As Nações G4: Brasil, Alemanha, Índia e Japão. O G4 apoia mutuamente as candidaturas uns dos outros à membresia permanente, apesar de enfrentarem a oposição de seus rivais regionais.

Uma mudança proposta é a admissão de outros membros-permanentes. Os candidatos geralmente mencionados são Brasil, Alemanha, Índia e Japão, que integram o grupo conhecido como Nações G4, apoiando mutuamente uns aos outros em candidaturas à organização. Reino Unido, França e Rússia apoiam abertamente a entrada do G4 no Conselho de Segurança. Este tipo de reforma têm sido refutado pelo grupo União pelo consenso, composto primariamente por nações que rivalizam comercial e regionalmente com os membros do G4. O grupo é liderado por Itália e Espanha (em oposição à adesão da Alemanha), México, Colômbia e Chile (em oposição à adesão do Brasil), Paquistão (em oposição à adesão da Índia) e Coreia do Sul (em oposição à adesão do Japão). Desde 1992, a Itália têm proposto a criação de assentos semi-permanentes ou a expansão do número de membros temporários em alternativa à expansão dos membros-permanentes.
Muitos dos candidatos à membresia permanente são eleitos regularmente ao Conselho por seus respectivos grupos: Japão e Brasil foram eleitos por nove vezes e Alemanha venceu três eleições. A Índia foi eleita sete vezes ao Conselho, mais recentemente em 2010, após quase duas décadas de afastamento.
Em 2013, os membros permanentes do Conselho de Segurança e as Nações do G4 ocupavam as oito primeiras posições entre os dez maiores orçamentos militares, de acordo com o SIPRI.

### Brasil

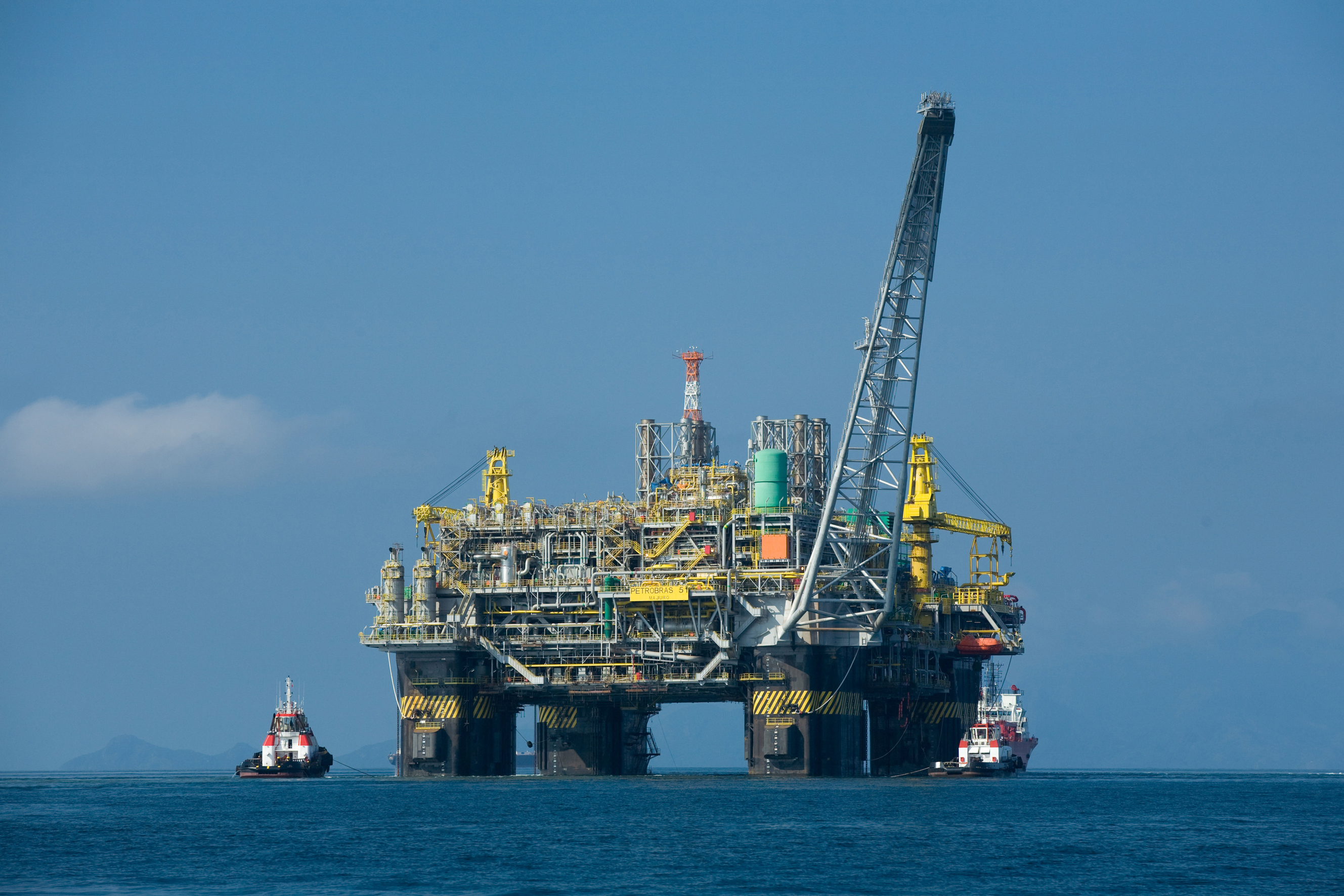
A primeira plataforma completamente brasileira, operada pela Petrobras, uma das maiores empresas do mundo em lucro e capitalização de mercado.

O  Brasil é o maior país da América Latina em termos de população, produto interno bruto e área. Possui a quinta maior população, o sétimo maior produto interno bruto e o décimo-primeiro maior orçamento de defesa, sendo também o quinto maior país do mundo. O Brasil é um dos cinco países entre os dez maiores do mundo em termos de área, população e PIB - os demais são Estados Unidos, Rússia e China, todos membros do Conselho de Segurança.
O Brasil foi eleito em onze ocasiões para o Conselho de Segurança. Contribuiu com as tropas de manutenção de paz das Nações Unidas nas operações no Oriente Médio, África Central e, mais recentemente, no Timor-Leste e no Haiti. O Brasil é também um dos maiores cooperadores do orçamento regular da organização, sendo um dos Estados-membros de maior influência. Pouco antes da fundação da ONU, em 1946, o presidente norte-americano Franklin D. Roosevelt sugeriu o Brasil como um dos membros do Conselho de Segurança da nova organização, porém a proposta foi recusada por Reino Unido e Rússia.
Os Estados Unidos indicaram seu possível apoio à adesão do Brasil, contudo, sem o poder de veto. Em junho de 2011, o Council on Foreign Relations recomendou ao governo norte-americano endossar por completo a inclusão do Brasil entre os membros-permanentes do Conselho de Segurança. Desde então, a causa têm recebido apoio de outros membros permanentes (Rússia, Reino Unido e França), da Comunidade dos Países de Língua Portuguesa, do Chile, Indonésia, África do Sul, bem como das outras Nações do G4, que se apoiam mutuamente.
Os maiores impedimentos à candidatura brasileira são as oposições regionais de México e Argentina, outras duas importantes nações da América Latina.

### Alemanha

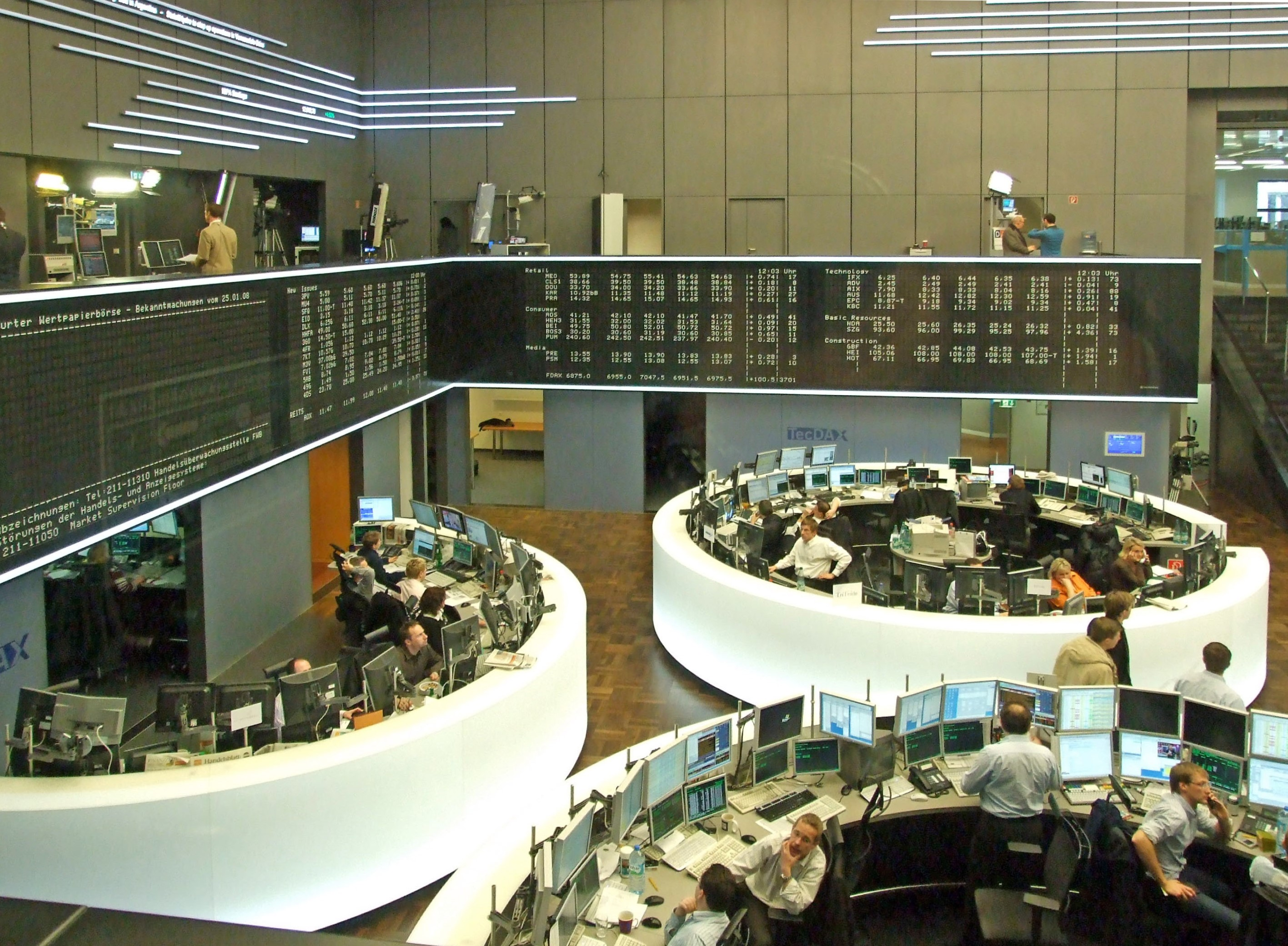
A Bolsa de Valores de Frankfurt, operada pela Deutsche Börse, figura entre as maiores bolsas de valores do mundo.

A  Alemanha é o terceiro maior contribuinte para o orçamento regular das Nações Unidas, logo após o Japão, e como tal, busca debater sua adesão ao Conselho de Segurança. A Alemanha foi eleita em seis ocasiões para membro não-permanente, sendo as três últimas vezes como Estado unificado.
A França também têm solicitado abertamente a inclusão da Alemanha entre os membros-permanentes. Segundo o ex-Presidente francês Jacques Chirac, o desenvolvimento da Alemanha e sua atuação como uma grande potência lhe valeriam o direito a um assento permanente na organização. O antigo Chanceler alemão Gerhard Schröder também indicou a Rússia como um dos países que apoiam a candidatura alemã. Japão, uma das Nações do G4, e as Filipinas também expressaram seu apoio à Alemanha. Contudo, Itália e Países Baixos lideram a proposta de inclusão da União Europeia como um todo. O governo alemão, em resposta, afirmou que aceitaria a adesão da União Europeia ao Conselho, desde que França e Reino Unido abdicassem de seus assentos.
A campanha alemã por um assento permanente foi intensificada em 2004. Schröder afirmou claramente que seu país tem direito a figurar entre os membros. Sua candidatura foi apoiada por Japão, Índia, Brasil, França, Reino Unido e Rússia, entre outros países. Em 2007,  a Chanceler Angela Merkel, que não se manifestou sobre a questão no princípio de seu governo, reacendeu a candidatura alemã durante seu pronunciamento à Assembleia Geral. Em 2011, Merkel realizou visitas de Estado ao Quênia, Angola e Nigéria, buscando, entre outras medidas, apoio dos países africanos na questão.

### Índia
A  Índia que aderiu às Nações Unidas em 1945, dois anos antes de sua Independência, é o segundo maior contribuinte do orçamento regular das missões de paz da organização. A revista Foreign Policy afirma que "a identidade internacional da Índia têm sido formada por seu papel na manutenção da paz, com mais de 100.000 militares indianos servindo sob nas Missões da ONU nos últimos 50 anos. Hoje a Índia possui mais de 8.500 oficiais em campo, efetivo maior do que de todas as Cinco Potências juntas." Aliado à candidatura da Índia ao Conselho de Segurança, Barack Obama citou "a longa história do povo indiano como contribuinte às missões de paz das Nações Unidas". A Índia já foi eleita por sete vezes ao Conselho de Segurança, tendo sido a última eleição em 2011.
O país atualmente possui a segunda maior população do planeta e é considerado o maior governo democracia liberal do mundo moderno. Também possui o sétimo maior produto interno bruto e a terceira maior paridade do poder de compra. Atualmente, a Índia mantém a terceira maior força bélica do mundo, logo após os Estados Unidos e a República Popular da China. A Organização Indiana de Pesquisa Espacial (ISRO) já pode posicionar satélites em órbita e também obteve sucesso nas missões à Lua e à Marte. O International Herald Tribune afirmou que a adesão da Índia ao Conselho de Segurança "faria o órgão mais representativo e democrático" e que "com a Índia, o Conselho seria mais legítimo e mais eficiente".
A candidatura indiana ao Conselho de Segurança é apoiada por França, Rússia, Reino Unido e Estados Unidos, apesar de que este último se posicionava contra por conta da aquisição de armas nucleares pelo governo indiano sem a adesão ao Tratado de Não Proliferação de Armas Nucleares. Em 15 de abril de 2011, a República Popular da China expressou oficialmente seu apoio por uma atuação mais ampla da Índia nas Nações Unidas, sem apoiar explicitamente as ambições sobre o Conselho de Segurança. Contudo, recentemente a China expressou seu apoio à candidatura indiana visando a oposição à candidatura do Japão.

### Japão

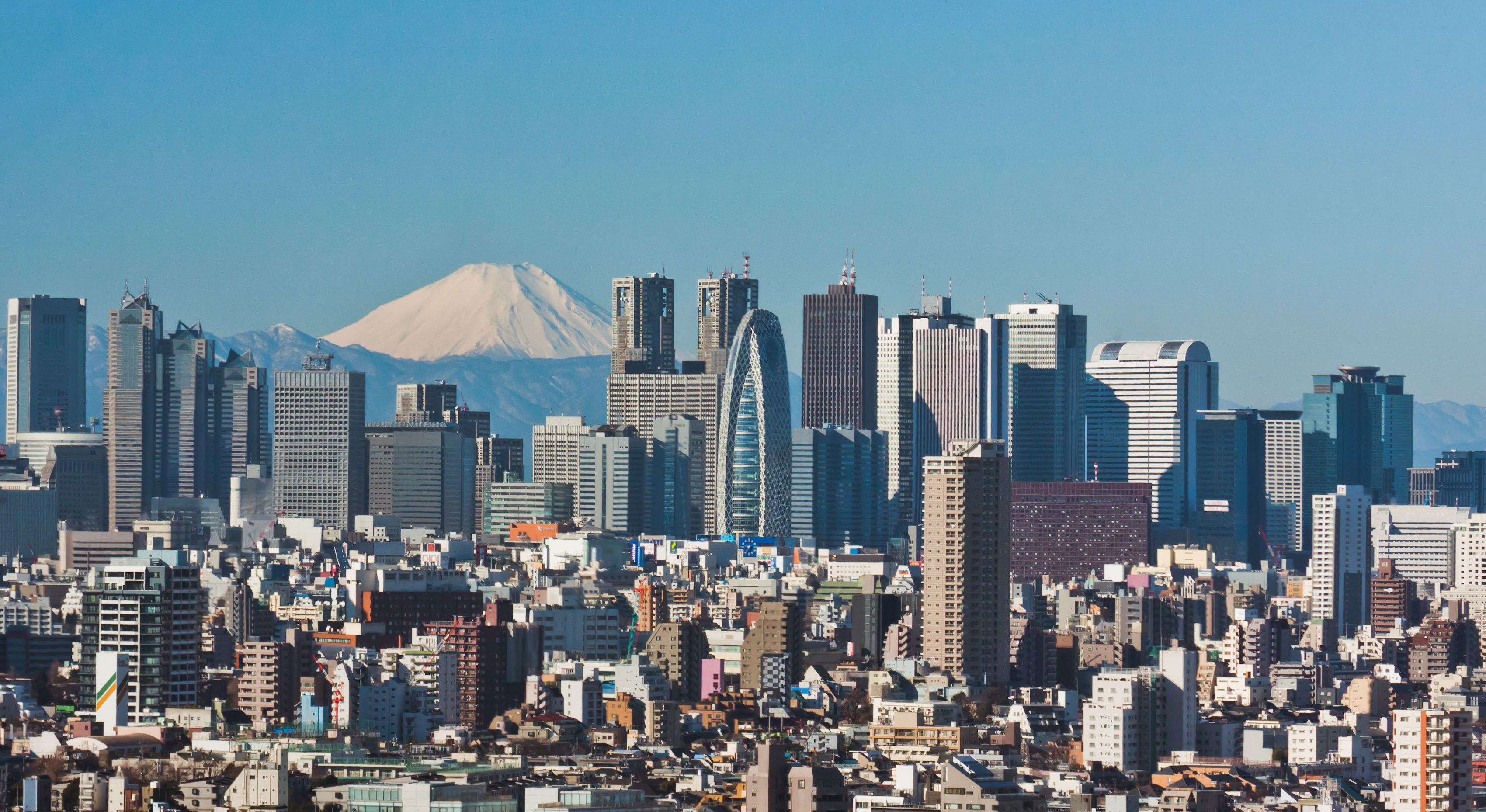
Tóquio é a mais populosa e mais produtiva cidade do mundo, contribuindo com cerca de um quinto da produção do Japão.

O  Japão, que aderiu às Nações Unidas em 1956, é o segundo maior contribuinte para o orçamento regular da organização. Suas contribuições ultrapassaram a soma combinada de Reino Unido, França, China e Rússia. O governo japonês também têm sido um dos principais financiadores da Ajuda Oficial ao Desenvolvimento. Por tais parâmetros, Japão e Índia são também creditados como candidatos à membresia permanente no Conselho de Segurança. A República Popular da China assinala que está disposta a apoiar a candidatura da Índia, desde que não seja em associação com o Japão. Isto vem a ser contrário à posição indiana, uma vez que os dois países são membros do G4 e apoiam-se mutuamente. O Japão já exerceu dez mandatos como membro não-permanente do Conselho de Segurança.
Quando Secretária de Estado, Condoleezza Rice, em pronunciamento à Universidade Sofia, afirmou que "o Japão adquiriu seu honorável lugar entre as nações do mundo através de seus próprios esforços e seu próprio caráter". Ainda segundo a diplomata estadunidense "esta era a razão pela qual os Estados Unidos apoiam a candidatura do Japão". Seu antecessor, Colin Powell, já havia protestado à adesão do Japão por conta da Constituição do país, que o proíbe de entrar em guerras a menos que em casos de autodefesa.

### África
Também foi sugerido um assento permanente para uma nação africana, tendo Egito, Nigéria e África do Sul como prováveis representantes.
Na atualidade, nenhum país do continente africano possui membresia permanente no Conselho de Segurança. Ainda que nenhuma nação africana tenha se candidatado formalmente a vaga, Argélia, Egito, Etiópia, África do Sul e Nigéria são vistos como os mais cotados, pelos especialistas. A Argélia recebeu maior apoio por sua neutralidade em assuntos externos e sua grande cooperação ao desenvolvimento da África; o Egito possui o maior potencial bélico do continente, sendo um dos Estados fundadores das Nações Unidas e possui grande impacto no mundo árabe; a Etiópia, também um dos Estados fundadores da organização, sedia a Comissão da União Africana; a África do Sul é a segunda maior economia do continente; e a Nigéria, além de ser o mais populoso país africano, é a maior economia do continente e um dos maiores patrocinadores das missões de paz das Nações Unidas.

## Reforma do veto
O Poder de veto do Conselho de Segurança é frequentemente citado como um dos maiores problemas das Nações Unidas. Exercendo seu poder de veto (determinado pelo Capítulo IV da Carta das Nações Unidas), qualquer um dos cinco membros-permanentes pode suspender a adoção de qualquer projeto de resolução (não "processual"). Mesmo uma simples intenção de veto pode levar à modificações no texto de uma resolução ou ao seu arquivamento por completo. Ocasionalmente, o poder de veto impede os membros não-permanente de lidar com as questões em pauta e concede ao "P5" grande influência dentro das Nações Unidas como um todo.
Por exemplo, o Conselho de Segurança não aprovou nenhuma resolução na maioria dos conflitos da Guerra Fria, incluindo a Invasão da Tchecoslováquia, a Guerra do Vietnã e nem mesmo a Guerra Afegã-Soviética. Resoluções acerca de questões mais recentes, como o Conflito Árabe-Israelense e a suspeita de produção de armas nucleares pelo Irã, também foram altamente influenciadas pelo veto dos membros-permanentes. Além disso, o veto se aplica à seleção do Secretário-geral das Nações Unidas, assim como a qualquer emenda à Carta das Nações Unidas, concedendo ao "P5" grande influência sobre estes processos.